# أنقليس ثعباني طويل الزعنفة
أنقليس ثعباني طويل الزعنفة (الاسم العلمي: Ophichthus madagascariensis) هو نوع من الأسماك، يتبع فصيلة الأنقليس الثعباني.